# Thrasylle de Mendès
Pour les articles homonymes, voir Thrasylle.
Thrasylle de Mendès ou Tiberius Claudius Thrasyllus est un savant grec du début du Ier siècle (mort en 36). 
Selon Tacite, Suétone et Dion Cassius, ses talents d'astrologue lui obtinrent la faveur de Tibère pendant le séjour de ce dernier à Rhodes, qu'il suivit à Rome. Ces auteurs racontent diversement les circonstances légendaires qui lui assurèrent la confiance de Tibère, alors que celui-ci songeait à le faire périr. Son fils aurait, d'après Tacite, prédit l'empire à Néron. 
Porphyre considérait déjà Thrasylle comme un platonicien pythagorisant. Cependant, il apparaît bien plutôt comme un polygraphe indépendant, car il a classé les écrits de Platon en tétralogies (quatre dialogues relevant chacun d'un des huit genres : critique, éthique, logique, maïeutique, réfutatif, probatoire, politique, physique). Par exemple la première des neuf tétralogies comprend l' Euthyphron ou Sur la pitié, dialogue critique ; l' Apologie de Socrate, éthique ; le Criton ou Sur ce qu'il faut faire, éthique ; le Phédon ou sur l' Âme, éthique. Il avait fait le même travail sur les œuvres de Démocrite. 
Thrasylle est, d'autre part, mentionné par Pline l'Ancien comme ayant traité divers sujets intéressant l'astronomie, la cosmographie, l'histoire naturelle, mais à cet égard les indications restent vagues. Au contraire, par Théon de Smyrne (Exposition des connaissances mathématiques utiles à la lecture de Platon) et Porphyre (sur les Harmoniques de Ptolémée), nous sont parvenus d'importants extraits d'un ouvrage de musique Sur les sept tons, qui paraît avoir eu une grande réputation. Mais si Thrasylle semble s'y rattacher aux pythagoriciens par l'adoption des théories musicales qu'on leur attribue, cette théorie appartient plutôt en réalité à l'école de Platon et des mathématiciens postérieurs qu'aux pythagoriciens proprement dits, par exemple Archytas.
Il a au moins un fils, Tiberius Claudius Balbillus, (3-79), éminent savant, politicien et astrologue romain sous les empereurs romains Claude, Néron et Vespasien et notamment préfet d'Égypte de 55 à 59.